# 安娜·佩莱泰罗
安娜·佩莱泰罗（西班牙語：Ana Peleteiro，1995年12月2日—）出生于西班牙加利西亚里贝拉，是一名西班牙女子三级跳远运动员。她曾在2018年世界室内田径锦标赛和2018年欧洲田径锦标赛各获得一枚铜牌，一年后她在2019年欧洲田径室内锦标赛上赢得金牌。